# Sendero Real
Sendero Real är en ort i Mexiko.   Den ligger i kommunen Tlajomulco de Zúñiga och delstaten Jalisco, i den centrala delen av landet, 500 km väster om huvudstaden Mexico City. Sendero Real ligger 1 532 meter över havet och antalet invånare är 604.
Terrängen runt Sendero Real är platt åt sydost, men åt nordväst är den kuperad. Runt Sendero Real är det tätbefolkat, med 266 invånare per kvadratkilometer. Närmaste större samhälle är Guadalajara, 16,0 km norr om Sendero Real. Omgivningarna runt Sendero Real är en mosaik av jordbruksmark och naturlig växtlighet.